# Sama Tower
La Sama Tower est un gratte-ciel de Dubaï construit de 2006 à 2010 et mesurant 194 mètres de hauteur pour 51 étages. Elle abrite 710 logements.
Ce gratte-ciel se situe sur la Sheikh Zayed Road.
L'immeuble a coûté 140 millions de dollars.
L'architecte est l'agence britannique WS Atkins (société) devenue AtkinsRéalis.